# Luis Villa
Luis Villa (Buenos Aires, 16 aprile 1936 – 29 febbraio 2012) è stato un cestista argentino.

## Carriera
Con l'Argentina ha disputato i Campionati sudamericani del 1958.